# Église Saint-Michel d'Ungersheim
L'église Saint-Michel est un monument historique situé à Ungersheim, dans le département français du Haut-Rhin.

## Localisation
Ce bâtiment est situé au croisement de la rue de l'École et de la rue de l'Église.

## Historique
L'édifice fait l'objet d'un classement au titre des monuments historiques depuis 1991.